# NGC 524
NGC 524 је лентикуларна галаксија у сазвежђу Рибе која се налази на NGC листи објеката дубоког неба.
Деклинација објекта је + 9° 32' 19" а ректасцензија 1h 24m 47,8s. Привидна величина (магнитуда) објекта NGC 524 износи 10,4 а фотографска магнитуда 11,3. Налази се на удаљености од 25,480 милиона парсека од Сунца. NGC 524 је још познат и под ознакама UGC 968, MCG 1-4-53, CGCG 411-51, IRAS 01221+0916, PGC 5222.